# Denis Abljazin
Denis Michajlovič Abljazin (in russo Денис Михайлович Аблязин?; Penza, 3 agosto 1992) è un ginnasta russo, vincitore della medaglia d'oro olimpica nel concorso a squadre a Tokyo 2020, oltre ad altre sei medaglie tra i Giochi di Londra 2012 e Rio 2016.

## Carriera
Appassionato di sport si avvicina prima all'hockey, poi al ciclismo e infine sceglie la ginnastica coronando subito la sua carriera con una medaglia d'oro nella sua scuola a Čeljabinsk.
È campione russo di ginnastica dal 2008 al 2010. Viene convocato in nazionale per prendere parte nel 2011 ai campionati europei di Berlino, dove si classifica sesto al corpo libero, e ai campionati mondiali di Tokyo, dove si classifica quarto con la squadra e quinto al volteggio.
Nel 2012 ha fatto parte della squadra vincitrice della medaglia d'argento ai campionati europei di Montpellier. Nello stesso evento Abljazin vincerà la medaglia di bronzo agli anelli e al volteggio, oltre a piazzarsi al sesto posto per il corpo libero.
Ai giochi olimpici di Londra, in squadra con Aleksandr Balandin, David Beljavskij, Ėmin Garibov e Igor Pachomenko si classifica al sesto posto. Per i concorsi individuali invece si qualifica per gli anelli, arrivando quinto, e vincerà le medaglie d'argento, al volteggio, e di bronzo, al corpo libero.
Nell'agosto 2016 conquista insieme a David Beljavskij, Ivan Stretovič, Nikolaj Kuksenkov e Nikita Nagornyj la medaglia d'argento nel concorso a squadre nei Giochi Olimpici di Rio, terminando alle spalle del Giappone e davanti alla Cina. 

Nelle finali individuali Abljazin conquista inoltre la medaglia d'argento al volteggio, ripetendo così il risultato ottenuto a Londra, e la medaglia di bronzo agli anelli.

## Palmarès

### Giochi olimpici
- 7 medaglie 
  - 1 oro (Concorso a squadre a Tokyo 2020)
  - 4 argenti (Volteggio a Londra 2012, concorso a squadre e volteggio a Rio 2016, volteggio a Tokyo 2020)
  - 2 bronzi (Corpo libero a Londra 2012, Anelli a Rio 2016)

### Campionati mondiali
- 4 medaglie
  - 2 ori (Corpo libero a Nanning 2014,   Concorso a squadre a Stoccarda 2019)
  - 1 argento (Anelli a Montreal 2017)
  - 1 bronzo (Nanning 2014 a Nanning 2014)

### Campionati europei
- 14 medaglie
  - 8 ori (Volteggio a Mosca 2013, Concorso a squadre, corpo libero, anelli e volteggio a Sofia 2014, concorso a squadre a Berna 2016, anelli e volteggio a Stettino 2019)
  - 4 argenti (Concorso a squadre a Montpellier 2012, anelli e volteggio a Montpellier 2015, anelli a Berna 2016)
  - 2 bronzi (Volteggio e anelli a Montpellier 2012)